# Борис Шавија
Борис Шавија (Сарајево, 17. мај 1979) јесте босанскохерцеговачки и српски позоришни, филмски и ТВ глумац.

## Биографија
Рођен је 17. маја 1979. у Сарајеву. Дјетињство је провео у Топузовом пољу, општина Високо. Као тинејџер више је био окренут музици него глуми. Уписао је глуму 1998. у првој класи студената глуме на Академији умјетности у Бањој Луци.
Дипломирао је у класи Јовице Павића и Ненада Бојића. Стални је члан ансамбла Народног позоришта Републике Српске од 2006. Гостовао је у продукцијама представа Дјечијег позоришта Републике Српске, Градског позоришта "Јазавац", Позоришта Приједор, Атељеа 212, Народног позоришта Тузла, Новосадског позоришта/Újvidéki Színház, Гледалишча Копер, Интернационалног театарског фестивала "МЕСС" у Сарајеву и другим театрима и продукцијама. Запажене улоге остварио је у комадима Трамвај звани жеља, Породичне приче, Звијезда је рођена, Сабирни центар и другим. Остварио је улоге у више филмских и ТВ остварењима, као што су Турнеја, Свети Георгије убива аждаху, Мејдан Симеуна Ђака, Топ је био врео, Луд, збуњен, нормалан, Фалсификатор, Месо, Посљедњи Србин у Хрватској и другим.

## Улоге у Народном позоришту Републике Српске у Бањој Луци
- Глумац у Театру "Друри Лејн", А. Дима старији, Жан Пол Сартр: Глумац Едмунд Кин, режија Мирослав Бенка, премијера 22. 12. 1998.
- Август, Александар Поповић: Љубинко и Десанка, р. Оливера Ђорђевић, 8. 9. 2000.
- Орсино, Вилијем Шекспир: Богојављенска ноћ, р. Кокан Младеновић, 1. 12. 2000.
- Валеријан Олимпович Сметанич, Н. Р. Ердман: Мандат, р. Оливера Ђорђевић, 18. 10. 2001.
- Младић, Н. В. Кољада: Кокошка, р. Предраг Штрбац, 1. 12. 2001. (ускакање од 2003)
- Филип Христић, Вида Огњеновић: Како засмејати господара, р. Кокан Младеновић, 20. 4. 2002.
- Андрија, Биљана Србљановић: Породичне приче, р. Јовица Павић, 18. 5. 2002.
- Стенли Ковалски, Тенеси Вилијамс: Трамвај звани жеља, р. Предраг Штрбац, 10. 12. 2002.
- Васка Пепел, Максим Горки: 101 година на дну, р. Јовица Павић, 5. 6. 2003.
- Бригадир карабињера, Дарио Фо: Не могу да платим и нећу да платим!, р. Ненад Бојић, 15. 3. 2005.
- Волођа, Људмила Разумовска: Матуранти, р. Цисана Мурусидзе, 2. 6. 2005.
- Поручник Тасић, Душан Ковачевић: Свети Георгије убива аждаху, р. Душан Петровић, 18. 10. 2005.
- Рака, Бранислав Нушић: Госпођа министарка, р. Милица Краљ, 24. 3. 2006.
- Мирковић, Вида Огњеновић: Је ли било кнежеве вечере, р. Кокан Младеновић, 25. 6. 2006.
- Ајлиф, Бертолт Брехт: Мајка Храброст и њена дјеца, р. Мира Ерцег, копродукција са Интернационалним театарским фестивалом "МЕСС" из Сарајева и Гете Институтом из Сарајева и Матицом Хрватском из Мостара, 19. 10. 2006. (Бања Лука), 30. 10. 2006. (Сарајево)
- Непер, Викторијен Сарду и Емил Моро: Мадам Сан Жен, р. Милица Краљ, 9. 3. 2007.
- Меркуцио и Апотекар, Вилијем Шекспир: Ромео и Јулија, р. Душан Петровић, 2. 6. 2007.
- Немет, Иво Андрић: Омерпаша Латас, р. Небојша Дугалић, 20. 10. 2007.
- Трисотен, Молијер: Учене жене, р. Стеван Бодрожа, 20. 12. 2007.
- Александар Игњатијевич Вершињин, А. П. Чехов: Три сестре, р. Ђурђа Тешић, 15. 3. 2008.
- Музичар, Горан Стефановски: Дивље месо, р. Лари Запија, 2. 6. 2008.
- Срета Нумера, Бранислав Нушић: Народни посланик, р. Никола Пејаковић, 18. 10. 2008.
- Шулц, Матјаж Зупанчич: Разред, р. Снежана Тришић, 28. 2. 2009.
- Лазар, Радмила Смиљанић: Балон од камена - моја сјећања, р. Филип Гринвалд, 3. 5. 2009.
- Водитељ, Бранислав Пиповић: Звијезда је рођена, р. Милош Пауновић, 25. 12. 2009.
- Џек Квин, Еслинг, Мики, Шин Харкин и Џон, Мери Џоунс: Камење у његовим џеповима, р. Милош Пауновић, 5. 12. 2010.
- Кирил, Конда и Политичар, Мирослав Момчиловић: Седам и по, копродукција са Атељеом 212 и Новосадским позориштем/Újvidéki Színház, 7. 3. 2011. (Бања Лука), 19. 4. 2011. (Београд), 21. 4. 2011. (Нови Сад)
- Јабучило Чарапић, Павле Теодоровић (псеудоним): На дну каце, р. Никола Пејаковић, 14. 5. 2011.
- Петар Иванович Бопчински, Н. В. Гогољ: Ревизор, р. Југ Радивојевић, 18. 10. 2011.
- Селимир, Александар Поповић: Развојни пут Боре Шнајдера, р. Душан Петровић, 3. 3. 2012.
- Антоан Мањо, Роже Витрак: Виктор или дјеца на власти, р. Филип Гринвалд, 3. 6. 2012.
- Суљо, Љубомир Симовић: Хасанагиница, р. Оливера Ђорђевић, 15. 12. 2012.
- Адвокат Хелмер, Хенрик Ибзен: Нора, р. Небојша Брадић, 8. 6. 2014.
- Лаза Паунов, Александар Поповић: Мрешћење шарана, р. Егон Савин, 18. 10. 2014.
- *****, Аристофан: Сродне душе, р. Дино Мустафић, копродукција са Народним позориштем Тузла и Град театром Будва, 24. 7. 2015. (Будва), 21. 12. 2015. (Бања Лука)
- *****, Петер Хандке: Часови у којима ништа нисмо знали једни о другима, р. Младен Матерић, 18. 10. 2015.
- Бурбон, Вуле Журић: Посљедњи мејдан Петра Кочића, р. Небојша Брадић, 18. 10. 2016.
- Пијанац 1, Петар Михајловић: Швајцарска, р. Милан Нешковић, 17. 5. 2017.
- Мирослав Хорват, Душан Ковачевић: Сабирни центар, р. Марко Мисирача, копродукција са Позориштем Приједор, 18. 10. 2017. (Бања Лука), 24. 9. 2018. (Приједор)
- Шпигелберг и Каролина Нојбер, Небојша Ромчевић: Каролина Нојбер, р. Кокан Младеновић, 4. 6. 2018.
- Порфирије Петрович, Ф. М. Достојевски: Злочин и казна, р. Душан Петровић, 27. 3. 2019.
- Гроф Ћано, Спасоје Ж. Миловановић: Дучић, р. Југ Радивојевић, 31. 1. 2020.
- Гишка Гитаришка, Жељко Стјепановић: Златно доба, р. Жељко Стјепановић, 18. 10. 2020.
- Никола, Ана Ђорђевић: Странци у ноћи, р. Слађана Килибарда, 26. 2. 2021.[3]

## Награде
- Најбољи млади глумац за улогу Чиновника (Анри Мишо: Маштарије, Академија умјетности, Бања Лука) на Фестивалу "Кочићева српска сцена" у Приједору, 2002.
- Награда за најбољег младог глумца за улогу Августа/Шпијалтера (Александар Поповић: Љубинко и Десанка, НПРС, Бања Лука) на  Сусретима позоришта/казалишта БиХ у Брчко Дистрикту, 2003.
- Награда за најбољег младог глумца НПРС у сезони 2004-2005.[2]
- Награда за најбољег глумца НПРС у сезони 2007-2008.
- Награда за најбољег младог глумца НПРС у сезони 2008-2009.
- Награда за најбољег глумца НПРС у сезони 2009-2010.
- Награда за најбољег глумца за улогу Водитеља (Бранислав Пиповић: Звијезда је рођена, НПРС, Бања Лука) на Театар-фесту "Петар Кочић" у Бањој Луци, 2010.
- Награда за најбоље глумачко остварење за улогу Недељка (Горан Војновић: Југославија, моја дежела, Позориште Приједор/Гледалишче Копер/Фондација Фридрих Еберт) и улогу Гишке Гитаришке (Жељко Стјепановић: Златно доба, НПРС, Бања Лука) на Позоришним/Казалишним играма БиХ у Јајцу, 2021.
- Награда за најбољег глумца за улогу Недељка (Горан Војновић: Југославија, моја дежела, Позориште Приједор/Гледалишче Копер/Фондација Фридрих Еберт) на Фестивалу "Нови Тврђава театар" у Чортановцима, 2021.
- Награда за најбољег глумца за улогу Порфирија Петровича (Ф. М. Достојевски: Злочин и казна, НПРС, Бања Лука) на Међународном фестивалу позоришта "Златна вила" у Приједору, 2021.
- Награда "Зоранов брк" за глумца вечери за улогу Недељка (Горан Војновић: Југославија, моја дежела, Позориште Приједор/Гледалишче Копер/Фондација Фридрих Еберт) на Данима Зорана Радмиловића у Зајечару, 2021.